# تاكاهاما
تاكاهاما هي بلدة في اليابان، تقع في فوكوي، بلغ عدد سكانها 10,398 نسمة وذلك حسب إحصائيات سنة 2018، تبلغ مساحتها 72.40 كيلومتر مربع.